# Segovesus
Segovesus ist eine Gestalt der gallischen Sage. Er soll der Neffe mütterlicherseits des Biturigen-Königs Ambicatus und der Bruder von Bellovesus gewesen sein.

## Wanderzüge der Biturigen
In Titus Livius’ Werk Ab urbe condita libri CXLII herrschte Ambicatus zur Zeit des sagenhaften fünften römischen Königs Lucius Tarquinius Priscus im 6. Jahrhundert v. Chr. Livius berichtet, dass Ambicatus wegen der Übervölkerung seines Herrschaftsgebietes die Götter um Rat befragt habe. Nach deren Schiedsspruch seien dann die beiden Söhne seiner Schwester Bellovesus und Segovesus jeweils mit einem Teil des eigenen sowie einiger befreundeter Stämme zur Eroberung neuer Wohngebiete ausgesandt worden. Bellovesus sei nach Italien, in die später so genannte Provinz Gallia cisalpina, Segovesus in das Gebiet des Hercynischen Waldes gezogen. Neben den Biturigen sollen auch die Aulerker und Cenomanen ihre Heimat verlassen haben.
Die Aussendung der beiden Neffen mütterlicherseits durch Ambicatus wird manchmal als Zeichen für eine Matrilinearität bei den Kelten gesehen (siehe Keltische Frauen#Matrilinearität).
Der Ursprung dieser Erzählung ist vermutlich eine Sage der oberitalienischen Kelten, ein historischer Hintergrund dafür konnte noch nicht festgestellt werden.